# MA’cappella
MA’cappella ist eine deutsche Band aus dem Raum Heidenheim, die a cappella singt. Sie wurde 2009 von Gerrit Illenberger, Jan Jäger, Sebastian Jäger, Nicolas Köhler, Jens Schauz und Daniel Schmid gegründet.

## Geschichte
Sebastian Jäger und Nicolas Köhler waren noch Schüler, als sie an ihrer Schule eine Männergesangsgruppe gründeten. Nach den ersten Anfragen wechselten die Mitglieder und Gerrit Illenberger, Jan Jäger, Jens Schauz sowie Daniel Schmid traten der damals noch namenlosen Gruppe bei. Anfangs wuchs allein durch Mundpropaganda die Bekanntheit der Band. Heute treten sie vor allem im Süden Deutschlands auf und entwickeln sich „vom Geheimtipp zum gefragten Ensemble“.
Die sechs Männer haben bei internationalen Wettbewerben in Österreich und Spanien teilgenommen. Dabei gewannen sie fünf Gold-Diplome.
Obwohl sie inzwischen Säle mit über 1000 Besuchern füllen, ist MA’cappella für das Sextett ein Hobby. Die Band meint: „Wenn wir’s für Geld machten, würde es nicht funktionieren.“

## Genre
Der Name MA’cappella ist eine Verbindung aus MAenner und a cappella.
MA’cappella singt unplugged sowie technisch verstärkt und imitiert teilweise auch Instrumente, wie ein Schlagzeug, eine Mundharmonika oder eine E-Gitarre.

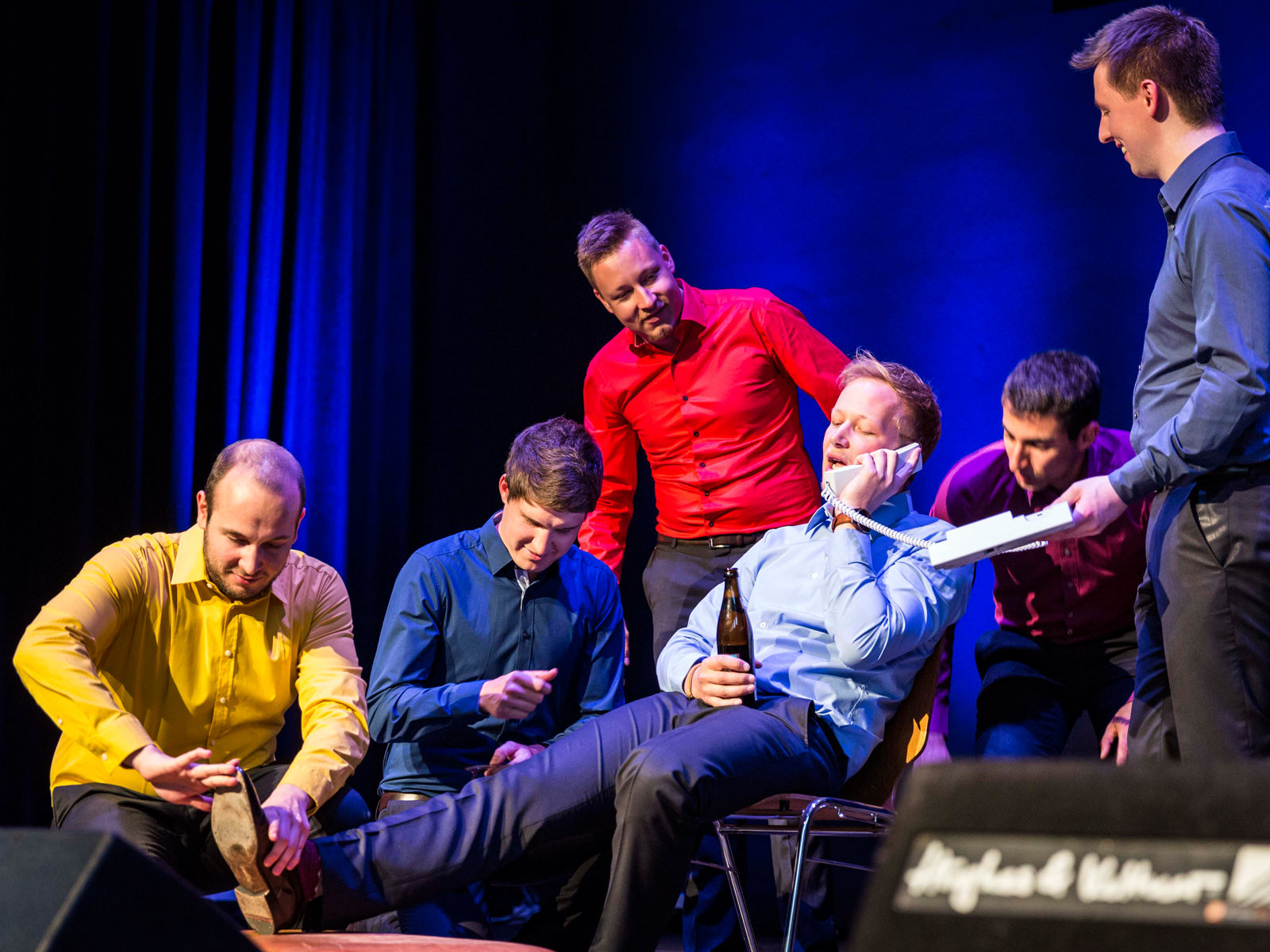
Bühnenshow während der Tour 2016

Die Gruppe musiziert jedoch rein vokal, ohne Instrumente. Über diesen Grundsatz hinaus bietet das Ensemble ein abwechslungsreiches Programm: Klassiker, Sakrales, bekannte Popsongs oder Eigenkompositionen auf Deutsch, Englisch, Schwäbisch oder gar Latein werden „lebendig witzig“ präsentiert.

## Diskografie
- 2014: Hier & Jetzt[6]
- 2017: Haut nah[7]